# Colin Rourke
Colin Rourke (1 de janeiro de 1943) é um matemático britânico. É professor emérito do Instituto de Matemática da Universidade de Warwick, editor fundador dos periódicos Geometry & Topology e Algebraic & Geometric Topology, publicados pela Mathematical Sciences Publishers, onde é vice-diretor de seu quadro de diretores.
Rourke foi palestrante convidado do Congresso Internacional de Matemáticos em Nice (1970 - Block structures in geometric and algebraic topology).

## Publicações selecionadas
- Rourke, C. P.; Sanderson, B. J. (1972). Introduction to piecewise-linear topology. Col: Ergebnisse der Mathematik und ihrer Grenzgebiete, Band 69. [S.l.]: Springer-Verlag
- Buoncristiano, S.; Rourke, C. P.; Sanderson, B. J (1976). A geometric approach to homology theory. Col: London Mathematical Society Lecture Note Series, No. 18. [S.l.]: Cambridge University Press
- Rourke, Colin (2017), A new paradigm for the universe, https://arxiv.org/abs/astro-ph/0311033, http://msp.warwick.ac.uk/~cpr/paradigm/paradigm.pdf, Amazon (Kindle and paperback versions)